# Geof Darrow
Pour les articles homonymes, voir Darrow.
Geof Darrow (né le 21 octobre 1955 à Cedar Rapids) est un dessinateur de comic et de story board américain.

## Biographie
Geof Darrow est né dans l'Iowa (USA) en 1955. Après des études aux beaux-arts de Chicago, il commence sa carrière à 24 ans en tant que directeur artistique dans l'audiovisuel, puis au début des années 1980, il entre aux studios Hanna-Barbera en tant qu'animateur.
C'est en 1982 qu'il rencontre Moebius sur le tournage du film Tron. Celui-ci, très impressionné par son travail, lui demande alors d'illustrer Internal Transfer. Deux ans plus tard, Darrow déménage à Paris où il travaille avec Moebius sur le portfolio La Cité Feu.
En 1986 il crée le personnage Bourbon Thret, qui sera repris dans l'album Comics and Stories. Il repart aux États-Unis tout en continuant à travailler avec des éditeurs européens.
Il retrouve Moebius qui le présente à Frank Miller avec lequel il réalise Hard Boiled en 1990, histoire hyper-violente qui lui permet de laisser libre cours à son sens du détail et de la démesure. Et en résultat, l'Eisner Award de la meilleure équipe Scénariste/Dessinateur leur est attribué en 1991.
Cinq ans plus tard, de nouveau avec Frank Miller, il réalise Big Guy and Rusty The Boy Robot, hommage flagrant à Astro Boy d'Osamu Tezuka et aux films de monstres des années 1950. Et il gagne encore un Eisner Award en 1996 (meilleur dessinateur) grâce à cette histoire. De plus, une adaptation en dessin animé est produite en 1999 par Sony à laquelle il collabore en tant que character designer.
En 1998, il collabore avec les Wachowski sur le film Matrix. Il réalise une partie du storyboard (la séquence de combat dans la station de métro entre autres) et il est aussi responsable du design des machines présentes dans le monde réel (les Sentinelles, les pods et les tours). Il conçoit de plus une partie des décors et des accessoires.
Geof Darrow reste un artiste à la production rare (il met beaucoup de temps pour dessiner ses bandes dessinées, vu les détails incroyables qu'il met dans chaque vignette) mais de qualité. Ses principaux travaux actuels sont des illustrations de couvertures et toujours une collaboration avec l'industrie du cinéma. Par ailleurs, il aurait pour projet de réaliser un dessin animé sur l'univers de Matrix.

## Distinctions
- 1991 : Prix Eisner des meilleurs auteurs pour Hard Boiled (avec Frank Miller)
- 1996 : Prix Eisner du meilleur dessinateur/encreur pour Big Guy and Rusty the Boy Robot
- 2006 : Prix Eisner du meilleur auteur réaliste pour Shaolin Cowboy